# Sunday Sanni
Sunday Sanni (ur. 14 lutego 1987) – nigeryjski zapaśnik walczący w stylu klasycznym. Szósty na igrzyskach Wspólnoty Narodów w 2010. Zdobył srebrny medal na mistrzostwach Afryki w 2010.